# Graptophyllum
Graptophyllum (лат.) — род цветковых растений семейства Акантовые.

## Описание
Кустарники и небольшие деревья высотой до 4 м. Листья кожистые, почти сидячие или черешковые, пурпурные или пестро окрашенные. Край листа цельный или зубчатый. Листорасположение, обычно, супротивное. Прицветники и прицветнички маленькие. Соцветие метельчатое. Чашечка 5-раздельная. Венчик удлиненный трубковидный. Имеются две хорошо развитые тычинки, две тычинки превращены в стаминодии.

## Виды
По информации базы данных The Plant List (2013), описано 33 видов, подтверждено 15 видов рода Graptophyllum.
Некоторые из них:
- Graptophyllum balansae Heine
- Graptophyllum excelsum (F.Muell.) Druce
- Graptophyllum gilligani (F.M.Bailey) S.Moore
- Graptophyllum glandulosum Turrill
- Graptophyllum ilicifolium (F.Muell.) Benth.
- Graptophyllum insularum (A.Gray) A.C.Sm.
- Graptophyllum macrostemon Heine
- Graptophyllum ophiolithicum Heine
- Graptophyllum pictum Griff.
- Graptophyllum pubiflorum S.Moore
- Graptophyllum repandum (A.Gray) A.C.Sm.
- Graptophyllum reticulatum A.R.Bean & Sharpe
- Graptophyllum sessilifolium A.C.Sm.
- Graptophyllum spinigerum F.Muell.
- Graptophyllum thorogoodii C.T.White
- Graptophyllum versicolor Veitch (Unresolved)

## Распространение
Представители рода встречаются в Индии, Китае, Новой Каледонии, на северо-востоке Австралии, Новой Гвинее, Полинезии и тропической Западной Африке.

## Хозяйственное значение
В основном он используются как декоративные растение. Вид Graptophyllum pictum использовался в народной медицине Африки при порезах, ранах и всех видах припухлостей, а также для лечения язв, абсцессов и геморроя. Экспериментально показана эффективность экстрактов этого растения против почечных заболеваний.